# Eurosedlar

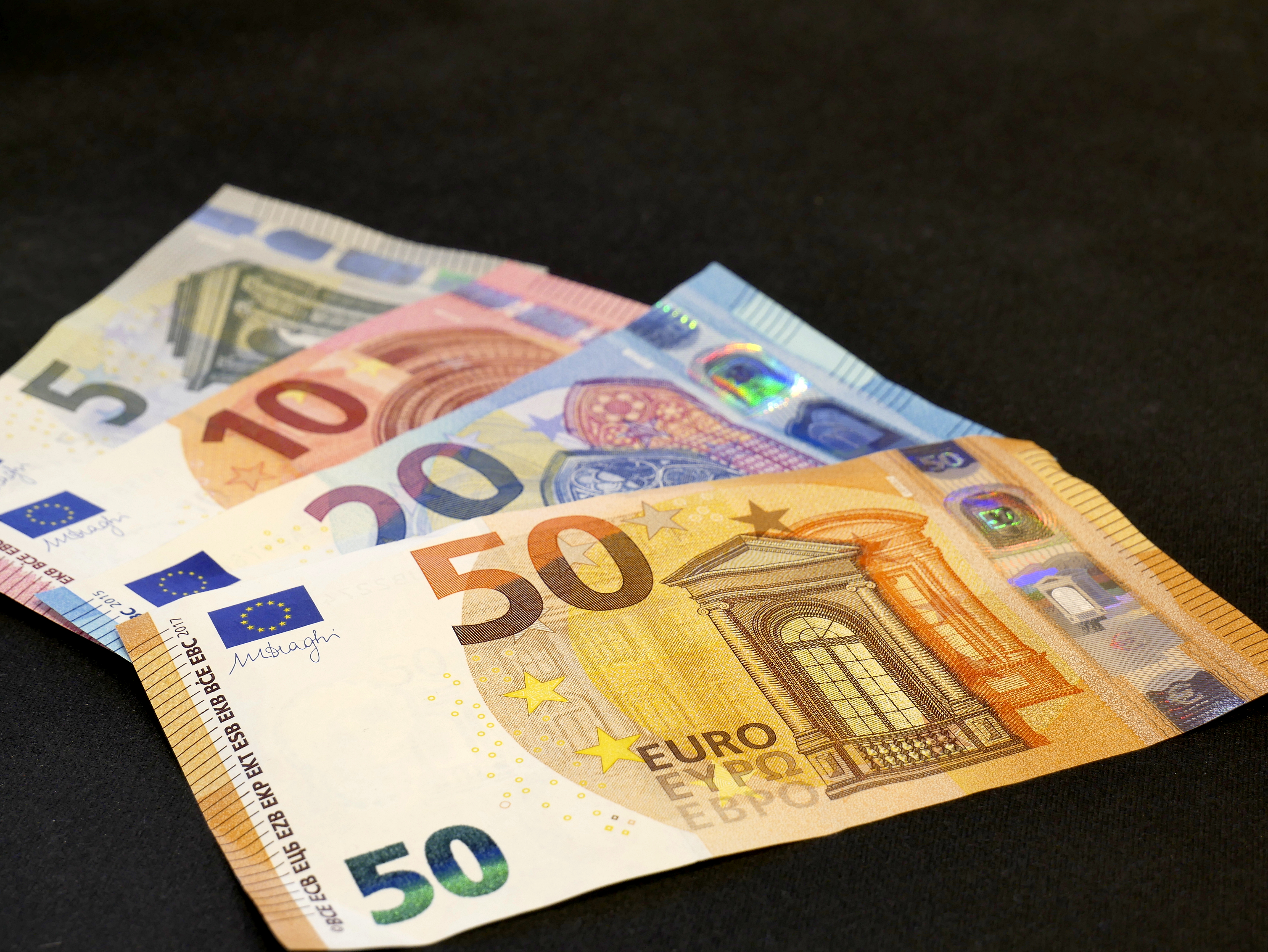
Eurosedlar

Eurosedlar är sedlar utfärdade i euro av Europeiska centralbanken och de nationella centralbankerna inom euroområdet. Sedlarna är giltiga som betalningsmedel inom hela euroområdet oavsett vilken centralbank som har tryckt dem.
Det finns totalt sju olika sedelvalörer. I motsats till euromynten är eurosedlarna helt standardiserade och ser likadana ut, oavsett var de har tryckts. De pryds av fönster eller portar på framsidan och broar på baksidan. Varje sedel har sina egna tekniska specifikationer i form av specifika mått, färgsättning och motiv.
Den första serien av eurosedlar sattes i omlopp den 1 januari 2002. Mellan 2013 och 2019 lanserades en andra serie av eurosedlar. Lanseringen av den nya serien skedde gradvis genom att en sedelvalör sattes i omlopp i taget.
I december 2021 meddelade Europeiska centralbanken att en ny serie av eurosedlar med en helt ny utformning kommer att utarbetas fram till 2024. En undersökning bland allmänheten inleddes i juli 2023 för att ta reda på vilken typ av motiv och utformning som skulle ha störst stöd. De nya sedlarna väntas sättas i omlopp först 2026.

## Valörer

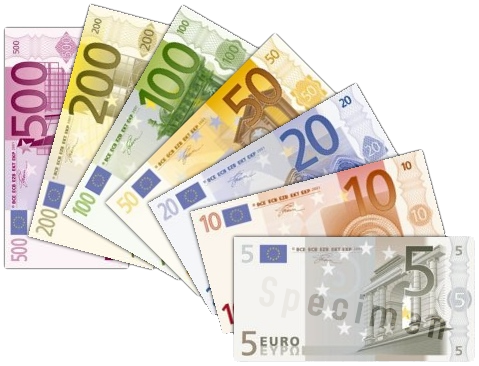
De sju valörerna i den första serien av eurosedlar som lanserades under 2002.

Eurosedlarna finns i sju olika valörer: 5 €, 10 €, 20 €, 50 €, 100 €, 200 € och 500 €. Varje valör har sina egna specifika mått och färgsättning. De pryds alla av ett gemensamt tema med den europeiska arkitekturen i olika konsthistoriska perioder. Sedlarnas framsida pryds av fönster eller portar, medan baksidan pryds av broar. För att inte framkalla kontroverser mellan medlemsstaterna i valet av vilka monument som avbildas är samtliga fönster, portar och broar fiktiva.
Den överlägset vanligast förekommande valören är 50-eurosedeln. Därefter är 20-, 10-, 100- och 5-eurosedlarna de vanligaste. Den minst använda valören är 200-eurosedeln, följd av 500-eurosedeln. Eftersom 500-eurosedeln är värd tio gånger mer än 50-eurosedeln är det totala värdet av alla 500-eurosedlar dock nästan lika stort som värdet av alla 50-eurosedlar. Det totala värdet av alla eurosedlar i omlopp uppgår till nästan 1,6 biljoner euro.
Vilka valörer eurosedlarna skulle ha var inte en självklarhet i samband med införandet av euron. Vissa av de ersatta valutorna hade sedelvalörer som var lägre än 5 euro. Vissa medlemsstater samt Europaparlamentet har uppmanat Europeiska centralbanken att ersätta 1- och 2-euromynten med sedlar eftersom dessa i många fall är smidigare att hantera, men centralbanken, som är oavhängig, har avstått från att ändra indelningen av sedlar och mynt, främst eftersom sedlar har betydligt kortare livslängd än mynt. Även 500-eurosedeln har kritiserats eftersom den underlättar för kriminella som behöver ospårbara pengar för större summor. I maj 2016 beslutade Europeiska centralbanken att 500-eurosedeln ska fasas ut. Därför produceras inga nya 500-eurosedlar sedan den andra serien av eurosedlar sattes i omlopp. De sista 500-eurosedlarna trycktes den 27 april 2019.

## Specifikationer

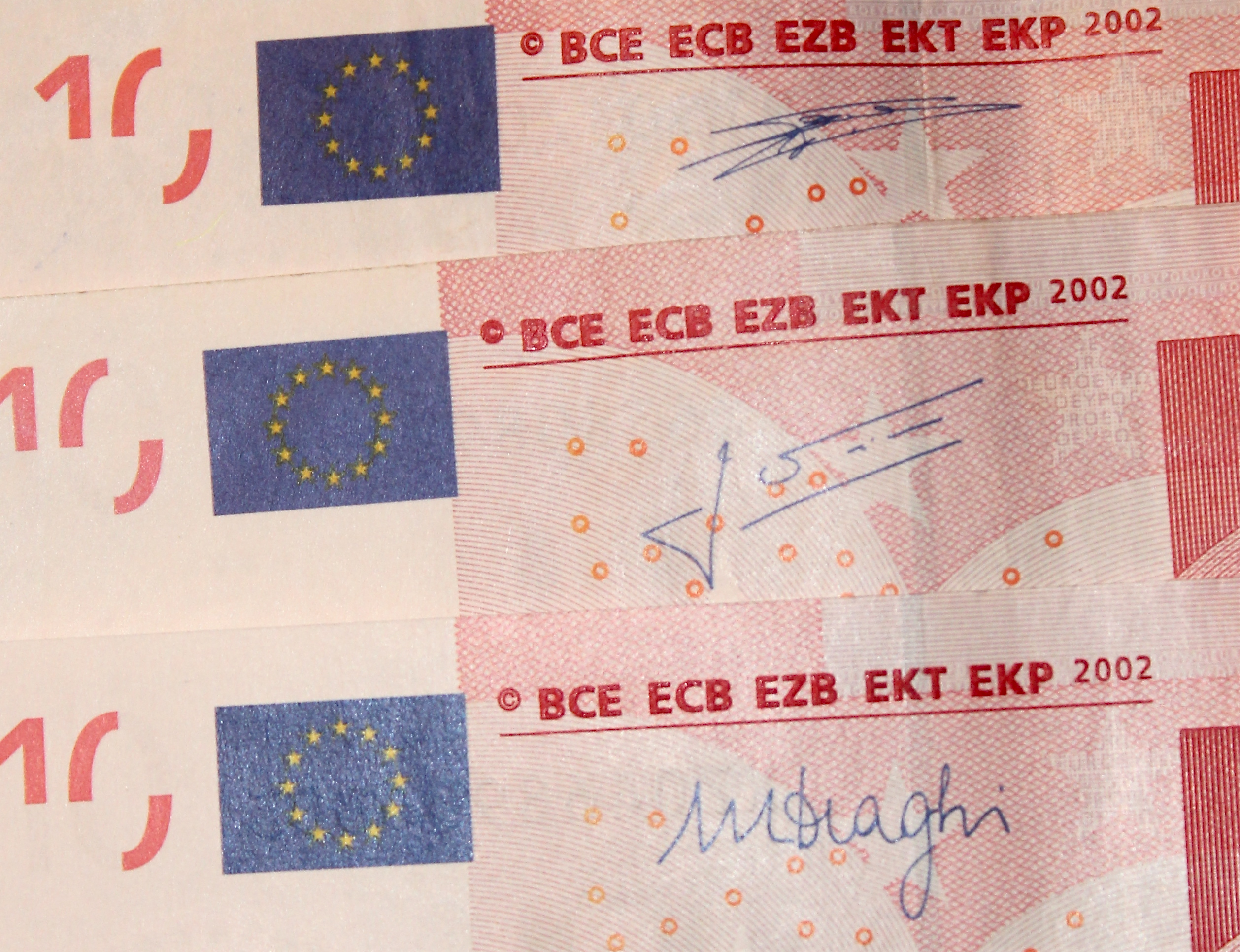
De europeiska centralbankschefernas namnteckningar pryder alla sedlar.

Eurosedlarnas utformning valdes bland 44 förslag i en tävling, som inleddes av rådet för Europeiska monetära institutet (EMI) den 12 februari 1996. Det vinnande bidraget, som skapades av Robert Kalina från Österrikes centralbank, valdes den 3 december 1996.
Varje sedelvalör har sina egna tekniska specifikationer i form av specifika mått, färgsättning och motiv. Ju högre valör, desto större mått har sedeln. Alla sedlar pryds av europeiska flaggan, Europeiska centralbankens initialer på alla unionens officiella språk samt den europeiska centralbankschefens namnteckning. På sedlarna står även valutans namn skrivet med latinska (EURO), grekiska (ΕΥΡΩ) samt kyrilliska bokstäver (ЕВРО). På sedlarnas baksida finns en karta över Europa, där även de yttersta randområdena Azorerna, Franska Guyana, Guadeloupe, Kanarieöarna, Madeira, Martinique och Réunion visas. Pappret som används för sedlarna är 100 procent ren bomullsfiber, vilket förbättrar sedlarnas hållbarhet och ger dem en tydlig sträv och fast känsla.
Den första serien av eurosedlar sattes i omlopp den 1 januari 2002. Vid denna tidpunkt var bulgariska inte ett officiellt språk och därför fanns inte eurons namn skrivet med kyrilliska alfabetet på dessa sedlar. En andra serie av eurosedlar började sättas i omlopp den 2 maj 2013. Lanseringen av den nya serien skedde gradvis genom att en sedelvalör sattes i omlopp i taget. De sista eurosedlarna i den nya serien sattes i omlopp den 28 maj 2019. I den nya serien återfinns inga 500-eurosedlar, utan dessa kommer att fasas ut.

### Första serien
| Framsida | Baksida | Valör            | Mått        | Dominerande färg | Motiv                      | Epok                 | Satt i omlopp  |
| -------- | ------- | ---------------- | ----------- | ---------------- | -------------------------- | -------------------- | -------------- |
|          |         | 5 euro \| €5     | 120 x 62 mm | Grå              | Klassisk arkitektur        | före 400-talet       | 1 januari 2002 |
|          |         | 10 euro \| €10   | 127 x 67 mm | Röd              | Romansk arkitektur         | 1000- och 1100-talet | 1 januari 2002 |
|          |         | 20 euro \| €20   | 133 x 72 mm | Blå              | Gotisk arkitektur          | 1200- och 1300-talet | 1 januari 2002 |
|          |         | 50 euro \| €50   | 140 x 77 mm | Orange           | Renässansarkitektur        | 1400- och 1500-talet | 1 januari 2002 |
|          |         | 100 euro \| €100 | 147 x 82 mm | Grön             | Barock och rokoko          | 1600- och 1700-talet | 1 januari 2002 |
|          |         | 200 euro \| €200 | 153 x 82 mm | Gulbrun          | Järn- och glasarkitektur   | 1800- och 1900-talet | 1 januari 2002 |
|          |         | 500 euro \| €500 | 160 x 82 mm | Purpurröd        | Modern 1900-talsarkitektur | 1900- och 2000-talet | 1 januari 2002 |

### Andra serien (Europa-serien)
| Framsida | Baksida | Valör            | Mått        | Dominerande färg | Motiv                    | Epok                 | Satt i omlopp     |
| -------- | ------- | ---------------- | ----------- | ---------------- | ------------------------ | -------------------- | ----------------- |
|          |         | 5 euro \| €5     | 120 x 62 mm | Grå              | Klassisk arkitektur      | före 400-talet       | 2 maj 2013        |
|          |         | 10 euro \| €10   | 127 x 67 mm | Röd              | Romansk arkitektur       | 1000- och 1100-talet | 23 september 2014 |
|          |         | 20 euro \| €20   | 133 x 72 mm | Blå              | Gotisk arkitektur        | 1200- och 1300-talet | 25 november 2015  |
|          |         | 50 euro \| €50   | 140 x 77 mm | Orange           | Renässansarkitektur      | 1400- och 1500-talet | 4 april 2017      |
|          |         | 100 euro \| €100 | 147 x 77 mm | Grön             | Barock och rokoko        | 1600- och 1700-talet | 28 maj 2019       |
|          |         | 200 euro \| €200 | 153 x 77 mm | Gulbrun          | Järn- och glasarkitektur | 1800- och 1900-talet | 28 maj 2019       |

## Specialfunktioner för synskadade
| Sedlarna är tryckta med koppartryck, vilket gör det möjligt att känna sedelns färg och därmed valör med fingrarna. |  | Sedlarna är tryckta med koppartryck, vilket gör det möjligt att känna sedelns färg och därmed valör med fingrarna. |
| Sedlarna är tryckta med koppartryck, vilket gör det möjligt att känna sedelns färg och därmed valör med fingrarna. |  | |

Eurosedlarna har flera egenskaper som utarbetats i samarbete med organisationer för synskadade. Dessa egenskaper stöder både människor som är synskadade (människor som kan se sedlar, men inte nödvändigtvis läsa trycket på dem) och de som är helt blinda. 
Eurosedlarna ökar i storlek med allt högre valör, vilket hjälper både synskadade och blinda. Den dominerande färgen på sedlarna alternerar mellan ”varma” och ”kalla” nyanser i intilliggande valörer, vilket gör det enklare att hålla isär två liknande valörer för dem som kan se färgen. Tryckningen av valörerna är koppartryck, som gör att färgen kan kännas med fingrarna, vilket gör att vissa människor kan urskilja den tryckta valören utan att de behöver hjälp av någon annan. Lägre valörer (5-, 10- och 20-eurosedlar) har släta band längs ena sidan av sedeln som innehåller hologram; högre valörer har släta, kvadratiska fläckar med hologram. Slutligen har 200- och 500-eurosedlarna taktila mönster längs kanterna på sedlarna.
Det kan vara användbart att lägga sedeln mellan fingrarna och sedan använda fingrarna som en måttstock för att skilja en sedel från en annan.

## Säkerhetsdetaljer

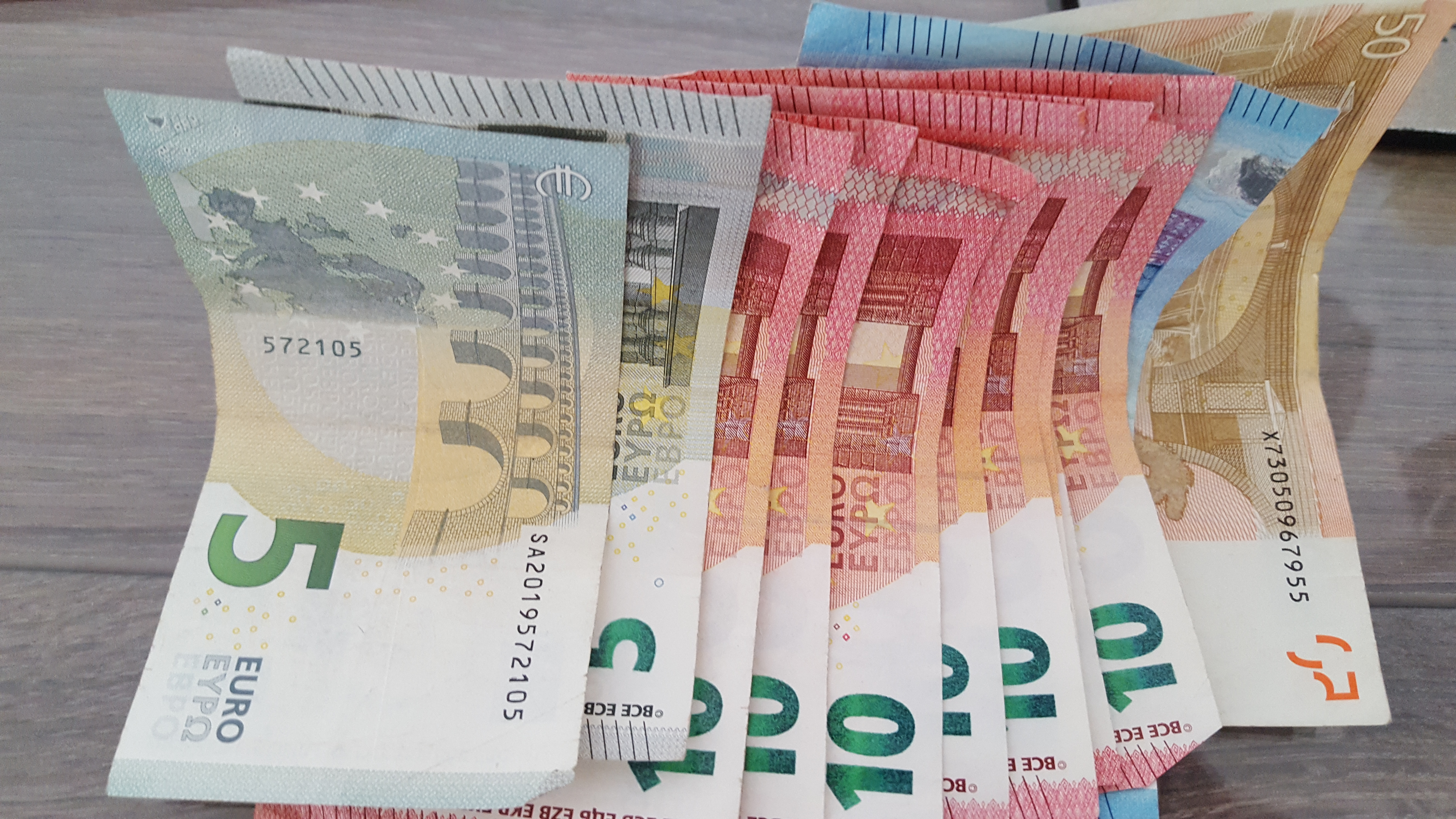
Eurosedlar av olika valörer.

Eurosedlarna innehåller en rad säkerhetsdetaljer för att förhindra sedelförfalskning. Vissa av dessa säkerhetsdetaljer har offentliggjorts för allmänheten för att alla ska kunna avgöra om en sedel är äkta eller falsk. Av säkerhetsskäl är många av säkerhetsdetaljerna dock hemliga och inte kända för allmänheten. Med hjälp av officiella beskrivningar och oberoende upptäckter är det dock allmänt känt att det finns åtminstone ett trettiotal olika säkerhetsdetaljer på varje sedel. Säkerhetsdetaljerna kan vanligtvis observeras på tre olika sätt: genom att känna, genom att titta eller genom att luta på sedeln.

### Papperskvalitet och relieftryck
Alla eurosedlar är tryckta på ett papper gjort på 100 procent ren bomullsfiber, vilket förbättrar sedlarnas hållbarhet och ger dem en tydlig sträv och fast känsla. Relieftryck gör det möjligt att med handen känna olika mönster som är tryckta på sedlarna. Detta gör det även enklare för synskadade att skilja mellan olika sedlar.

### Vattenstämplar och säkerhetstråd

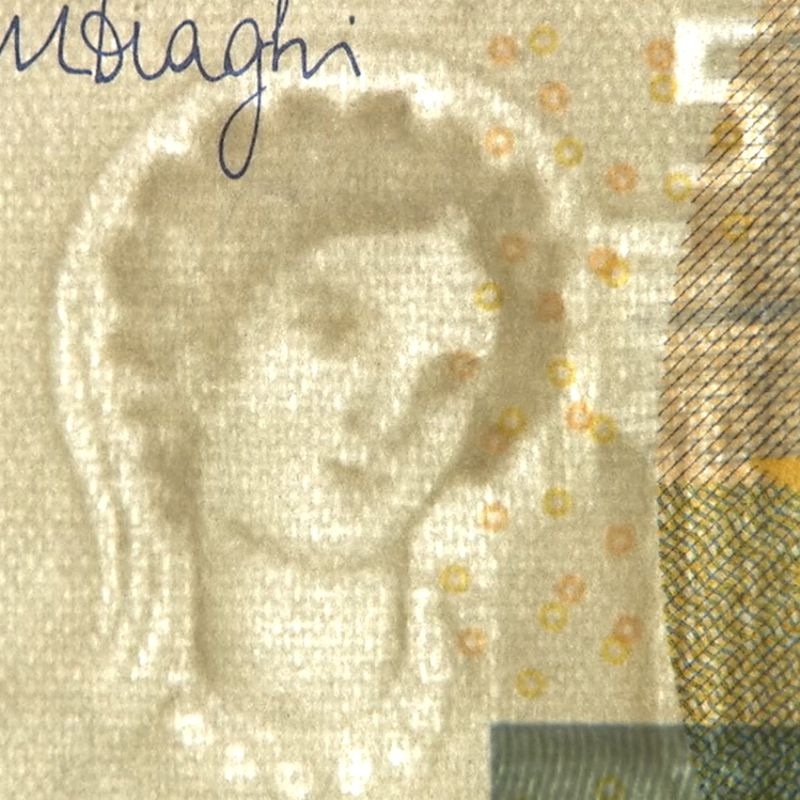
Vattenstämpel med Europa på en 5-eurosedel i andra serien.

Varje valör är tryckt på ett unikt vattenstämplat papper. Vattenstämpeln kan observeras genom att hålla sedeln mot ljuset. För sedlar i första serien återger vattenstämpeln det fönster som finns präglat på sedeln, medan för sedlar i andra serien återger vattenstämpeln en avbildning av den mytologiska figuren Europa. Utöver de synliga vattenstämplarna finns det även digitala vattenstämplar inbäddade i sedlarnas mönster. De senaste versionerna av bildredigeringsprogram, till exempel Adobe Photoshop eller Paint Shop Pro, identifierar dessa mönster och vägrar att läsa in sedlarna. En liknande säkerhetsdetalj är Eurion-konstellationen, som är ett mönster som återfinns på alla sedlar och som används för att förhindra kopiering. De flesta kopieringsapparater är programmerade för att avvisa bilder som innehåller detta mönster. Sedlarna blir då oftast helt svarta som kopia.
Alla sedlar innehåller även en säkerhetstråd. Tråden kan observeras genom att hålla sedeln mot ljuset. Den syns då i form av en mörk vertikal linje. På linjen finns eurosymbolen och sedelns valör återgivna.
Ytterligare säkerhetsdetaljer kan observeras med hjälp av ultraviolett eller infrarött ljus. Med infrarött ljus blir vissa delar av sedlarna mörkare beroende på sedelns valör. Med ultraviolett ljus blir Eurion-konstellationen skarpare och vissa fluorescerande trådar i sedeln lyser upp.

### Hologram och varierande bläckfärg

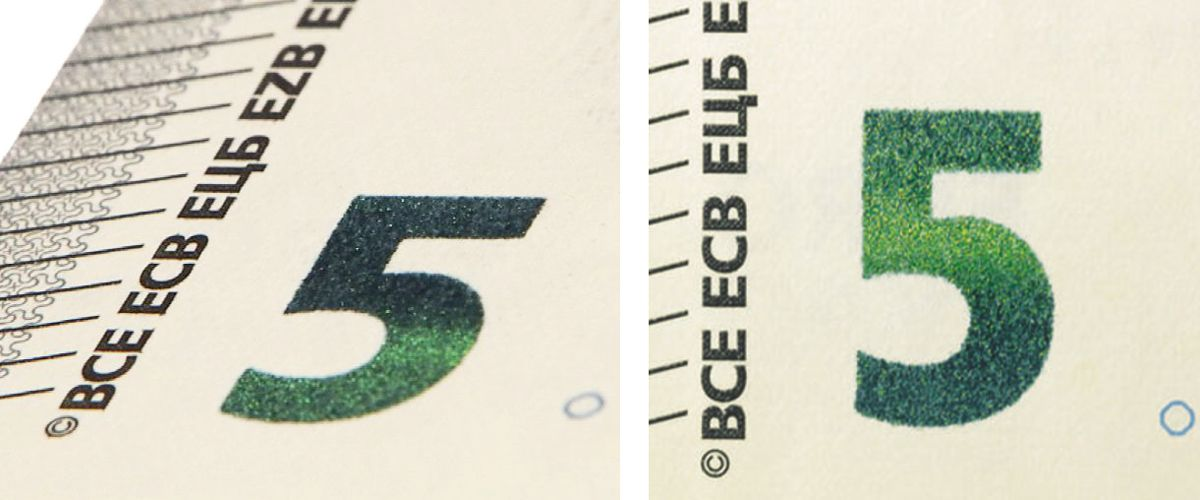
Varierande bläckfärg när en 5-eurosedel i andra serien vinklas gentemot ljuset.

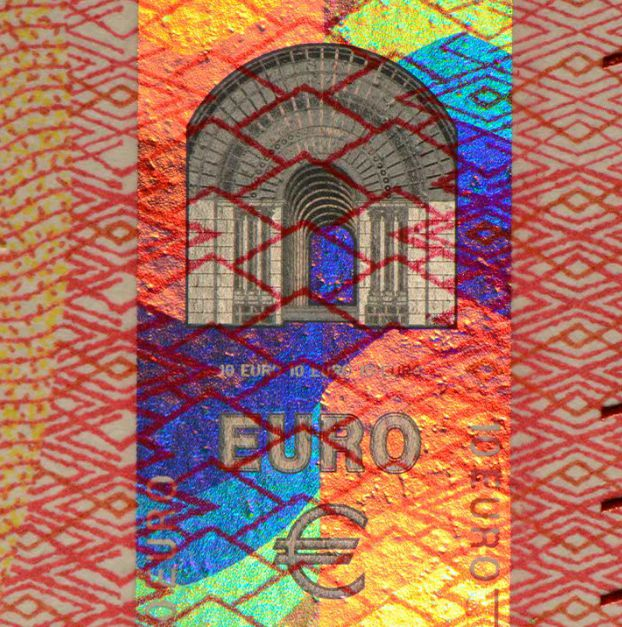
Hologrambandet på en 20-eurosedel i andra serien.

Eurosedlar av lägre valör, det vill säga 5-, 10- och 20-eurosedlarna, har ett blänkande holografiskt band till höger på framsidan. Detta band ser olika ut beroende på om sedeln ingår i första eller andra serien. Sedlar i den första serien är märkta med sedelns valör samt eurosymbolen, till exempel ”€ 5 € 5 € 5 ....” för en 5-eurosedel. För sedlar i den andra serien består det holografiska bandet istället av det fönster som finns präglat på sedeln samt dess valör och ett porträtt av Europa.
För sedlar av högre valör, det vill säga 50-, 100-, 200- och 500-eurosedlarna, är hologrammet ersatt av en holografisk dekal, som påminner om det holografiska bandet men med en annan form. I dekalen syns valören och det fönster som finns präglat på sedeln. Texten och annat innehåll i både hologrammet och dekalen syns olika tydligt beroende på i vilken vinkel sedeln observeras från.
Eurosedlar med en valör på minst 50 euro har valören tryckt i det nedre högra hörnet på baksidan i varierande bläckfärg. Det innebär att bläckfärgen varierar mellan lila och grönt när det observeras från olika vinklar. För 5-, 10- och 20-eurosedlarna i den andra serien är valören tryckt i en färg som skiftar mellan smaragdgrönt och blått beroende på ljusets infallsvinkel.

### Andra säkerhetsdetaljer

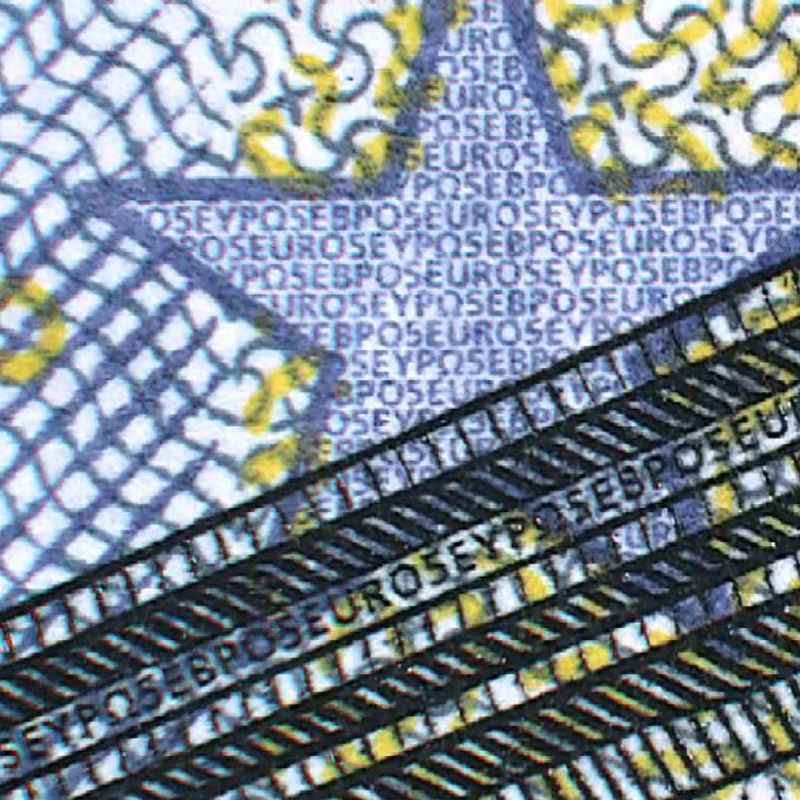
Mikrotext i en av de tolv stjärnorna på en 5-eurosedel i första serien.

Eurosedlarna innehåller ett antal olika kända och okända säkerhetsdetaljer. Vissa områden på sedlarna är till exempel tryckta med magnetiskt bläck. I andra områden finns mikrotexter av olika slag.
Varje sedel har ett unikt serienummer som återfinns på sedelns baksida. Serienumret har en kontrollsiffra (sista siffran) mellan 1 och 9, som uppfyller följande kriterium: Om den första bokstaven ersätts av dess position i alfabetet (det vill säga L är 12, M är 13, ..., Z är 26), ska resten vid division med nio bli åtta. Resten av divisionen med nio kan lätt hittas genom att upprepade gånger lägga ihop delar av numret. 
Till exempel kommer Z10708476264 att ge 2610708476264. Resten av division med 9 kan hittas genom: 26 + 1 + 0 + 7 + 0 + 8 + 4 + 7 + 6 + 2 + 6 + 4 = 71, 7 + 1 = 8.
Genom att ersätta den ursprungliga skrivelsen till ett annat system fås olika restprodukter som måste uppfyllas. Om bokstaven till exempel ersätts med sitt ASCII-värde, kommer resten istället att vara 0, vilket innebär att det resulterande antalet kommer att vara delbart med 9.
Z10708476264 kommer med detta system att ge 9010708476264, eftersom ASCII-koden för Z är 90. Adderandet av alla siffror ger 54, 5 +4 = 9, vilket är delbart med 9, med andra ord: 9010708476264 mod 9 är 0.

## Utgivning

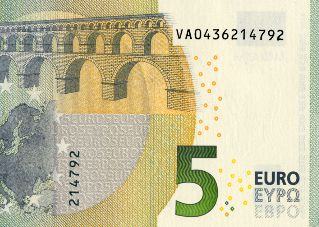
Serienumret visas högst upp till höger på sedelns baksida.

Till skillnad från euromynten är utgivningen av eurosedlarna en befogenhet som överförts från de nationella centralbankerna till Europeiska centralbanken. De nationella centralbankerna trycker dock sedlar i enlighet med de bestämmelser och kvantiteter som Europeiska centralbanken fastställer. Andelen av alla eurosedlar som varje centralbank får trycka regleras av ett beslut av Europeiska centralbanken. Fördelningen baserar sig i stora drag på centralbankernas storlekar, men är inte direkt relaterad till deras kapitaltäckning i Europeiska centralbanken. Den nuvarande fördelningsnyckeln trädde i kraft den 1 januari 2024.
På baksidan av varje sedel finns ett serienummer. För sedlar i den första serien består serienumret av en bokstav och elva siffror. Den första bokstaven i serienumret anger vilken centralbank som har satt sedeln i omlopp. Tryckeriet anges på annat ställe på sedeln. För sedlar i den andra serien består serienumret av två bokstäver och tio siffror. Den första bokstaven i serienumret anger vilket tryckeri som har producerat sedeln, medan centralbanken inte längre framgår.
Vissa nationella centralbanker sätter inte själva sedlar i omlopp, utan låter andra centralbanker göra det åt dem. Detta gäller framför allt de mindre centralbankerna, såsom lettiska, litauiska och luxemburgska centralbankerna.
| Centralbank                                              | Fördelningsnyckel (%) | Bokstav (första serien) |
| -------------------------------------------------------- | --------------------- | ----------------------- |
| Europeiska centralbanken                                 | 8,0000                | –                       |
| Nationale Bank van België / Banque Nationale de Belgique | 3,3760                | Z                       |
| Deutsche Bundesbank                                      | 24,4995               | X                       |
| Eesti Pank                                               | 0,2740                | D                       |
| Central Bank of Ireland                                  | 2,0040                | T                       |
| Bank of Greece                                           | 2,0785                | Y                       |
| Banco de España                                          | 10,8790               | V                       |
| Banque de France                                         | 18,4045               | U                       |
| Hrvatska narodna banka                                   | 0,7120                | –                       |
| Banca d’Italia                                           | 14,7385               | S                       |
| Central Bank of Cyprus                                   | 0,2025                | G                       |
| Latvijas Banka                                           | 0,3565                | (C)                     |
| Lietuvos bankas                                          | 0,5430                | (B)                     |
| Banque centrale du Luxembourg                            | 0,3350                | (R)                     |
| Bank Ċentrali ta' Malta                                  | 0,1190                | F                       |
| De Nederlandsche Bank                                    | 5,4350                | P                       |
| Oesterreichische Nationalbank                            | 2,7200                | N                       |
| Banco de Portugal                                        | 2,1395                | M                       |
| Banka Slovenije                                          | 0,4545                | H                       |
| Národná banka Slovenska                                  | 1,0580                | E                       |
| Finlands Bank                                            | 1,6710                | L                       |

| Tryckeri                                              | Ort         | Medlemsstat    | Bokstav (andra serien) |
| ----------------------------------------------------- | ----------- | -------------- | ---------------------- |
| Polska Wytwórnia Papierów Wartościowych               | Warszawa    | Polen          | D                      |
| Oberthur Fiduciaire                                   | Chantepie   | Frankrike      | E                      |
| De La Rue Currency                                    | Loughton    | Storbritannien | H                      |
| De La Rue Currency                                    | Gateshead   | Storbritannien | J                      |
| Valora SA                                             | Carregado   | Portugal       | M                      |
| Oesterreichische Banknoten- und Sicherheitsdruck GmbH | Wien        | Österrike      | N                      |
| Joh. Enschede Security Printing BV                    | Haarlem     | Nederländerna  | P                      |
| Bundesdruckerei GmbH                                  | München     | Tyskland       | W                      |
| Central Bank of Ireland                               | Dublin      | Irland         | T                      |
| Banque de France                                      | Chamalières | Frankrike      | U                      |
| Fábrica Nacional de Moneda y Timbre                   | Madrid      | Spanien        | V                      |
| Giesecke & Devrient GmbH                              | Leipzig     | Tyskland       | W                      |
| Giesecke & Devrient GmbH                              | München     | Tyskland       | X                      |
| Greklands Bank                                        | Aten        | Grekland       | Y                      |
| Belgiska Nationalbanken                               | Bryssel     | Belgien        | Z                      |